# Bogdan Ţăruş
Bogdan Ţăruş (Rumania, 1 de agosto de 1975) es un atleta rumano retirado especializado en la prueba de salto de longitud, en la que ha conseguido ser subcampeón europeo en 1998.

## Carrera deportiva
En el Campeonato Europeo de Atletismo de 1998 ganó la medalla de plata en el salto de longitud, con un salto de 8.21 metros, siendo superado por el ruso Kirill Sosunov (oro con 8.28 m) y por delante del búlgaro Petar Dachev (bronce con 8.06 m).